# 西水代八坂神社
西水代八坂神社（にしみずしろやさかじんじゃ）は栃木県栃木市大平町西水代にある神社。西水代の鎮守。正式名は単に「八坂神社」であるが大平地域内には複数の八坂神社があるため（榎本八坂神社・富田八坂神社など）地名を冠して呼ばれることが多い。旧社格は村社。

## 祭神
- 素盞嗚命

## 歴史
940年（天慶3年）に藤原秀郷が平将門討伐に際し戦勝祈願のため下野国都賀郡児玉郷祇園原（現在の栃木市大平町西水代祇園原、もとの西水代村祇園原）に勧請、1581年（天正9年）に現在地に遷祠、1711年（正徳元年）に京都の神祇官より「天王清」の社号を賜る。1868年（明治元年）に「八坂神社」と改称、1906年（明治39年）、社殿を改築し、大鳥居を建立、1909年（明治42年）に西水代内の諏訪神社他4社を合祀する。

## 境内
- 本殿
- 拝殿
- 社務所

## 境内社
- 諏訪神社
- 日枝神社
- 水神社